# Unai Vergara Díez-Caballero
Unai Vergara, conegut en el món del futbol com a Unai és un futbolista internacional basc temporalment retirat. També sol ser conegut com a Unai Bergara (amb el seu cognom escrit amb ortografia basca).
Unai era un defensa central que podia actuar com marcador. Destacava per la seva gran corpulència que li servia d'ajuda en el joc aeri i també per la seva capacitat de començar el joc d'atac del seu equip amb el baló en els peus. Va ser considerat durant algun temps com un dels defenses més prometedors del futbol espanyol, però una sèrie de lesions (algunes de greus i altres menys) li van impedir tenir continuïtat i a poc a poc la seva carrera es va desunflar.
Va acabar la seva carrera jugant en la Segona divisió B.

## Biografia
Unai Vergara va néixer a la localitat basca d'Ondarroa el 21 de gener de 1977. No obstant això, es va formar futbolísticament a Catalunya, en diferents clubs de l'Àrea Metropolitana de Barcelona. Va jugar en les divisions inferiors del Club Deportiu Masnou i en els juvenils de la Fundació Ferrán Martorell, vinculada al RCD Espanyol de Barcelona.
El 1996 dona el seu pas al futbol sènior fitxant per la UE Sant Andreu de Barcelona. Una temporada amb els quatribarrats li va valer que el Deportivo Alavés es fixés en ell, però finalment els tècnics bascos van desestimar la seva incorporació a l'equip i Unai va haver de seguir bregant en el futbol modest de Catalunya. Unai va jugar altres dues temporades amb la UDA Gramenet de Santa Coloma de Gramenet en la Segona Divisió B i finalment va poder donar el salt de la Segona divisió B a la Segona divisió.
El 1999 fitxa pel CP Mèrida. Unai qualla una gran temporada en el conjunt extremeny, on juga 38 partits i marca 11 gols. De cara a la temporada 2000-01, és fitxat pel Vila-real CF, equip recién ascendit a la Primera divisió espanyola, categoria que arribava a aquest club per segona ocasió en la seva història.
Abans de debutar amb el Vila-real en Primera divisió va ser convocat al setembre de 2000 per a la disputa dels Jocs Olímpics de Sydney 2000 amb la selecció olímpica de futbol d'Espanya (equivalent a la selecció Sub-23). Unai va ser titular en la selecció espanyola, va jugar alguns partits i va obtenir la Medalla de Plata, perdent la final davant Camerun per penals.
La temporada 2000-01 va ser la més brillant de la carrera d'Unai. A la medalla de plata olímpica obtinguda al setembre, es va unir el debut amb el Vila-real CF en la Primera divisió espanyola el 28 d'octubre. En els següents mesos es va fer amb un lloc com a titular en la defensa del Vila-real i es va convertir en un dels jugadors de moda del futbol espanyol i en una de les revelacions del seu club i del campionat. El 28 de febrer de 2001 va debutar amb la selecció espanyola en un amistós davant Anglaterra a Birmingham convertint-se en el primer jugador que arribava a la internacionalitat amb Espanya vestint la samarreta del Vila-real.
No obstant això poc després del seu debut com a internacional la seva prometedora carrera es va veure frenada en sec per una inoportuna lesió de genoll, que li va fer passar per la sala d'operacions i perdre's l'últim terç de la temporada. Després d'aquell contratemps la carrera d'Unai no es va veure rellançada. Va jugar altres dues temporades més amb el Vila-real CF en Primera divisió, però sense arribar al nivell de la seva primera temporada. En total va disputar 60 partits amb el Vila-real en Primera divisió i va marcar 19 gols durant 3 temporades.
Perduda la titularitat i amb poques opcions de jugar en l'equip va acceptar ser cedit a l'Albacete Balompié la temporada 2003-04. A Albacete tampoc va jugar massa, 14 partits de Lliga, encara que va assolir l'objectiu de la permanència. Després de la seva etapa en l'Albacete va fitxar per l'Elx CF de la Segona divisió. Després d'una temporada en l'Elx i 2 més en la UE Lleida, el 2007 fitxa pel CF Gavà de la Segona divisió B on va jugar a bon nivell durant una temporada, abans d'anunciar la seva retirada del futbol en finalitzar la temporada 07/08.

### Selecció
Ha estat internacional amb la selecció nacional de futbol d'Espanya en una ocasió. Durant la temporada 2000-01 va ser convocat per José Antonio Camacho per a disputar un amistós davant Anglaterra al Villa Park de Birmingham.
També va disputar partits amistosos amb la selecció de futbol del País Basc amb la qual sumà 6 partits.